# 青岛大学
青岛大学（英语：Qingdao University，缩写作 QDU），简称青大，位于中华人民共和国山东省青岛市，为山东省省属重点高等学校、山东省一流学科建设重点高校之一，入选山东省高水平大学建设项目“冲一流”高校。现青岛大学为1993年5月由原青岛大学、山东纺织工学院、青岛医学院、青岛师范专科学校合并组建而成，是全国高等教育管理体制改革首批合并院校。

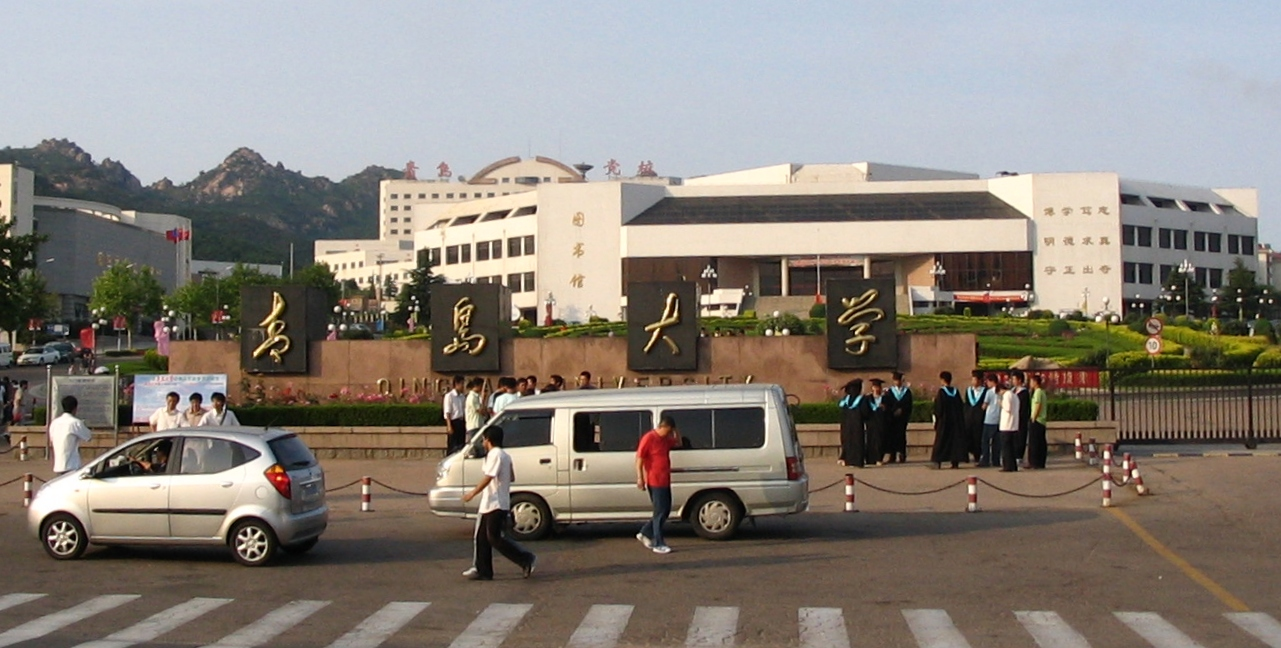
青岛大学

青岛大学现有浮山校区、金家岭校区、松山校区三个校区，占地2715亩，建筑面积109万平方米，固定资产28亿元，馆藏图书401万册，电子图书140万册。学校设有35个学院，1个医学部。学校拥有国家重点学科2个，山东省重点学科20个，山东省一流学科4个；临床医学、工程学、化学、材料科学、神经科学与行为学、药理学与毒理学、生物学与生物化学、计算机科学等8个学科进入全球ESI排名前1%；学校有在校生46000人，教职工3842人；学校有国家重点实验室培育基地1个，国家地方联合工程研究中心1个。

## 校史
现在的青岛大学为1993年5月由原青岛大学、山东纺织工学院、青岛医学院、青岛师范专科学校合并组建而成，四校在历史上并无渊源。校方宣称其“校史起点为1909年举办的青岛特别高等专门学堂，是青岛大学医学院办学的历史起点，是学校办学历史多源头中最早的一支”，然而实际上青岛特别高等专门学堂与现今的青岛大学没有任何关系。另外，1985年成立的青岛大学与1924年成立的私立青岛大学也没有任何关系。1928年私立青岛大学停办。其校产转入基于省立山东大学的国立青岛大学，后者1932年改为国立山东大学。

### 原青岛大学
原青岛大学是1985年7月由国家教委批准建立的一所综合性大学，实行由山东省和青岛市双重领导、以省为主的领导体制。1985年，国家教委指定南开大学与天津大学支援新建的青岛大学，6月，山东省委、省政府分别发文 （鲁任[1985]34号、鲁任[1985]39号）任命南开大学何炳林院士兼任第一任青岛大学校长，并确定青岛大学实行校长负责制，名誉校长是教育部党组书记张承先。1993年，时任青岛市委书记俞正声任青岛大学管委会第一任主任。校址位于青岛市宁夏路南端。校园占地面积639亩，现有建筑面积8.6万平方米，总体规划建筑面积为40万平方米，可招在校生1万人。
青岛大学的专业设置，采取“文、理、工、管、外结合，综合发展”的方针，坚持“突出外向，强调实用”的办学特色。1987年有14个系，17个专业。专业有：汉语言文学、历史、英语、日语、应用数学、应用物理、应用化学、电子精密机械、环境规划与管理、企业管理、计算机及应用、国际贸易、外事管理、旅游经济等。1988年在校生1356人，其中本科生765人，专科生591人。另外，还有夜大生180人。教师314人，其中教授13人、副教授67人、讲师98人，有6人被评为省拔尖人才。学校还聘有一些校外知名学者担任兼职教授，聘请外籍专家、教师担任外语教学任务。该校藏书20万册，并购置安装了一批先进的语音、实验教学设备，投资近1500万元。该校在教学管理中引进了竞争机制，建立了奖贷学金制、学分制，本专科中期分流制，以及各种学习竞赛。学分制包括学分和能力培养学分。青岛大学已建成山东省应用数学研究所和科技与经济社会发展、现代汉语、新材料3个研究室；还建有分子生物学、系统与控制工程、世界古代史、中国20世纪文学、中外文化比较、精细工程6个研究室和日本研究中心。从建校至1988年，该校已出版学术著作27部，在国内外学术刊物及学术会议上发表、交流论文154篇。获国家发明三等奖1项，山东省社科联优秀成果二等奖2项、三等奖2项，国家教委优秀教材二等奖1项，山东省教育厅著作一等奖1项、二等奖1项。学校还定期出版《青岛大学学报》。青岛大学已与美国的康州中央州立大学、缅因大学、南缅因大学和长滩大学长滩分校4所院校建立了正式校际关系。

### 新青岛大学时期（1993年至今）
1993年5月山东省政府发文，由原青岛大学、山东纺织工学院、青岛医学院、青岛师范专科学校合并组建而成新青岛大学。

## 现状
青岛大学设置有22个学院，六所附属医院，专业覆盖文学、历史学、哲学、经济学、管理学、法学、理学、工学、医学、教育学等十大学科门类，图书馆藏书310余万册，主办四种国家核心期刊，有全日制学生38000余人，研究生5000余人，外国留学生近1000人，与20多个国家和地区140多所院校及科研机构建立了交流合作关系。

## 数据

### 院系学位
设有36个学院和医学部，本科专业102个（涵盖文学、历史学、哲学、理学、工学、医学、经济学、管理学、法学、教育学）。有一级学科博士点13个，一级学科硕士点38个，硕士专业学位类型28种。

### 教研人员
专任教师2546人，其中具有正高级专业技术资格者397人，副高级专业技术资格者758人。现有中国科学院院士1人，中国工程院院士1人，新加坡工程院院士1人，欧洲科学院院士1人，美国医学与生物工程院院士1人，中组部“千人计划”入选者13人，万人计划学科领军人才2人，中科院“百人计划”人选9人，长江学者8人，国家杰青11人，国家优青4人，国家有突出贡献的中青年专家4人，百千万人才工程国家级人选5人，教育部新世纪优秀人才支持计划10人，国务院学位委员会学科评议组专家2人，享受国务院政府特殊津贴56人，山东省有突出贡献中青年专家26人，泰山学者特聘教授52人，省级教学名师16人。教育部创新团队1个，山东省优秀创新团队2个。

### 重点学科与实验室
有国家级重点学科2个、省部级重点学科26个，博士后流动站4个（覆盖二级学科博士点40个），国家级特色专业5个，国家精品课程3门，省级精品课程20门。国家重点实验室培育基地1个、省部级重点实验室与工程技术研究中心7个，国家级教学示范中心3个、省部级实验教学示范中心6个，中央与地方共建高校基础实验室与特色优势学科实验室14个。国家级人才培养模式创新试验区3个，设有国家大学生文化素质教育基地、国家华文教育基地。

### 学生数量
| 学生类型   | 人数      |
| ---------- | --------- |
| 本科生     | 31500余人 |
| 研究生     | 9800余人  |
| 外国留学生 | 1600余人  |

### 科研项目
| 项目                                             | 数量 |
| ------------------------------------------------ | ---- |
| 国家重点学科                                     | 2个  |
| 山东省“十二五”重点学科                           | 20个 |
| 博士后流动站                                     | 4个  |
| 国家重点实验室培育基地                           | 1个  |
| 省部级重点实验室与工程技术研究中心               | 8个  |
| 国家级特色专业                                   | 7个  |
| 国家精品课程                                     | 3门  |
| 省级精品课程                                     | 24门 |
| 国家双语教学示范课程                             | 1门  |
| 省级双语教学示范课程                             | 3门  |
| 省级品牌特色专业                                 | 9个  |
| 省级教学团队                                     | 5个  |
| 国家级实验教学示范中心                           | 3个  |
| 省部级实验教学示范中心                           | 6个  |
| 国家级人才培养模式创新实验区                     | 3个  |
| 中央与地方共建高校基础实验室与特色优势学科实验室 | 14个 |

### 国际交流与合作
青岛大学与20多个国家和地区的140余所院校及科研机构建立了交流合作关系，与30余所高校建立了姊妹学校关系，设立了交流学生、交流访问学者、学术合作、合作办学、留学生教育、建立孔子学院等70余个交流与合作项目。2009年。青岛大学作为国务院侨办华文基地，承办了近400人的华文教师、学生培训任务，在韩国大佛大学建立了世界第一个汉语体验村，与台湾高校和香港企业的合作取得实质性新进展。

## 网络
青岛大学是中国教育和科研计算机网的入网单位，拥有IPv4以及IPv6双栈网络接入。 

## 校区

### 浮山校区
崂山区宁夏路308号，是青岛大学主校区，包括东院（原纺织工学院新校区）、西院（原青岛大学）、北院（原青岛师专）。

### 金家岭校区（东校区）
崂山区松岭路中段，为青岛大学经济学院、商学院以及政管学院常驻校区，同时也是部份其它学院的大一新生学习区（大二开始转入浮山校区学习生活）。

### 松山校区
市北区登州路38号，青岛大学医学院（原青岛医学院）所在地。

## 学校社团

### 学生会
学生会设有18个职能部门，其中包括秘书处、办公室、学术中心、新媒体中心、新闻中心、文明礼仪宣讲团、调研中心、组织部、技术部、宣传部、生活部、社会实践部、体育部、文艺部、女生部、自律部、科技创新部、权益部。

## 事件
2025年7月6号，青岛大学滢园一宿管大爷被发现在值班室疑似中暑昏迷，送医后抢救无效去世。根据《华商报》，校方多部门对此事尚在调查处理中，后勤、学生处及总值班室相互推诿，校医院称未接到通报，校保卫处和安全管理处确认正在调查。有网帖称他生前节俭自养流浪猫、捡毕业生衣物穿，且已被拖欠数月工资。
青岛大学未广泛在学生宿舍安装空调的情况长期在青岛地区高校圈内广为流传。

7月7号凌晨，青岛大学发布该事件的情况说明，从官方途径承認了这一事件的发生。